# بارا (بوسانسكي بتروفاتس)
بارا (بالبوسنوية: Bara)‏ هي قرية في البوسنة والهرسك. وهي تقع على أراضي بلدية بوسانسكي بتروفاتس التابعة لكانتون يونا-سانا في اتحاد البوسنة والهرسك. طبقا لنتائج تعداد البوسنة عام 2013 فقد كان عدد سكانها 88 نسمة.

## التركيبة السكانية

### التطور التاريخي للسكان
| 1961 | 1971 | 1981 | 1991 | 2013 |
| ---- | ---- | ---- | ---- | ---- |
| 268  | 246  | 202  | 166  | 88   |

## وصلات خارجية
- (بالإنجليزية) Maplandia